# Druk bezpośredni
Druk bezpośredni DTG (ang. Direct To Garment) – technika druku cyfrowego polegająca na nanoszeniu na tkaninę głowicą drukarki, plotera, czy innej maszyny kropek w kolorach CMYK.

## Druk bezpośredni a sitodruk
To bardziej nowoczesna metoda w porównaniu do sitodruku. Zdobyła popularność z powodu ekonomicznej efektywności. Dzięki DTG można w sposób opłacalny tworzyć nadruki w bardzo małej ilości. W przypadku sitodruku koniecznie jest stworzenie matrycy, co wiąże się z dużymi kosztami. Sitodruk jednak nadal okazuje się lepszym rozwiązaniem w przypadku dużej ilości towaru, na którym druk ma być umieszczony.   
Różnice widać także w jakości. Druk DTG dysponuje większą paletą kolorystyczną i jest bardziej trwały od sitodruku.  

## Jakość nadruku
Druk bezpośredni daje fotograficzną jakość obrazu. W przypadku nadruków na bawełnie nie występuje efekt sztywności. Nie ma także konturów i obramowań.